# Despedida (canción de Shakira)
«Despedida» es una canción interpretada por la cantautora colombiana Shakira, incluida en la banda sonora de la película de 2007 El amor en los tiempos del cólera. Shakira escribió la letra y produjo el tema, mientras que la música la compuso en colaboración con el brasileño Antônio Pinto. Pedro Aznar fungió como coproductor. «Despedida» es una canción folk y relata la melancolía de perder un amor. Inicialmente los productores de la película le ofrecieron un papel para protagonizar el filme, sin embargo Shakira rechazó la oferta. Tras esto, ella accedió a colaborar con la producción de la banda sonora de la película debido a su amistad con el escritor colombiano Gabriel García Márquez.
Aunque las reseñas de El amor en los tiempos del cólera no fueron favorables, los críticos coincidieron en que la canción se destaca y «por sacar la cara de la película». La canción le dio a Shakira y Pinto una nominación a mejor canción original en los Premios Globo de Oro de 2007. Tras esto Shakira interpretó la canción durante el estreno de la película y más recientemente en su gira Sale el Sol World Tour (2010-11). Como consecuencia logró entrar a dos listas de Billboard debido a sus descargas digitales. La Orquesta Sinfónica Nacional de Colombia interpretó el tema durante un concierto en homenaje a García Márquez.

## Antecedentes
En 1999, el escritor colombiano Gabriel García Márquez conoció a Shakira. El escritor fue el encargado de realizar una entrevista a la cantante para la revista colombiana Cambio. Durante la publicación del artículo, García Márquez resaltó la singularidad de la artista en la escena musical. Tras esto, ambos comenzaron una relación amistosa. Durante finales del 2006, comenzó la grabación de la versión cinematográfica de la novela escrita por García Márquez, El amor en los tiempos del cólera (1985). La historia se centra en Florentino Ariza «y su incondicional amor por la bella Fermina Daza y el triángulo sentimental que surge con el médico del lugar».
Inicialmente, los productores de la película le ofrecieron a Shakira un papel en la película, logrando así su debut cinematográfico. Sin embargo, la cantante rechazó la oferta alegando que no se sentía cómoda con las escenas de desnudos que aparecía en el filme. Tras esto, Shakira se ofreció para componer la música de la película debido a su influencia con García Márquez. La cantante comenzó a trabajar en material para la película con el compositor argentino Pedro Aznar en Londres, Inglaterra a mediados del segundo semestre de 2007. Durante esa sesión de trabajo, surgieron «Despedida» y «Hay amores», canción principal de la película. «Despedida» es descrita como una canción folk y habla sobre la melancolía de perder un amor. De acuerdo a Gerardo González de La Nación la canción aparece «en partes claves de la trama de la película para resaltar las emociones de los actores». Durante el estreno de la película en noviembre de 2007, Shakira comentó en una entrevista: 

«Participar en la película fue una motivación personal porque es una novela extraordinaria de uno de los escritores más extraordinarios de la historia y un amigo personal [...] [al componer los temas quería] demostrar y exportar la belleza de mi país y la obra de García Márquez».

## Recepción crítica
Durante su reseña de la banda sonora, Thom Jurek de Allmusic comentó que «Despedida», junto con «Hay amores», hacen que «valga la pena gastar dinero» en la banda sonora. De igual forma alabó la instrumentación «folklórica» de la canción. John Li del sitio web Moviexclusive comentó que «Despedida» es «poderosa emocionalmente», además declaró que Shakira dejó «impresiones duraderas» al incluir el tema en la banda sonora. Elkin Lara de Caracol Radio escribió «En ‘La despedida’ Shakira vuelve a demostrar su capacidad de transformarse y cómo puede estar abierta a todo tipo de proyectos y retos musicales». Por otra parte Ricardo Sandoval y Eduardo Neira, críticos literario y de cine, respectivamente, comentaron que la canción se destaca «por sacar la cara de la película» además que «conserva más el espíritu de la novela de Gabriel García Márquez que la propia película». «Despedida» recibió una nominación en la sexagésima quinta edición de los Premios Globo de Oro en la categoría mejor canción original. Sin embargo, perdió ante «Guaranteed» de Eddie Vedder para la película Hacia rutas salvajes (2007). Adicionalmente, «Despedida» fue preseleccionada para ser nominada al Óscar a la mejor canción original, sin embargo no logró la candidatura final en los octogésima edición de los Premios de la Academia.

## Presentaciones en vivo
El 6 de noviembre de 2007, Shakira, acompañada por Antonio de la Rúa, asistió al estreno de la película en Las Vegas, Nevada vestida con un traje turquesa y confirmó que tres canciones de su autoría serían incluidas en la banda sonora oficial de la película. Durante la gala, Shakira interpretó «Hay amores», «Despedida» y «Pienso en ti». De igual forma la cantante confirmó que el dinero de las entradas para verla esa noche en la alfombra roja sería donado a su fundación Pies descalzos.

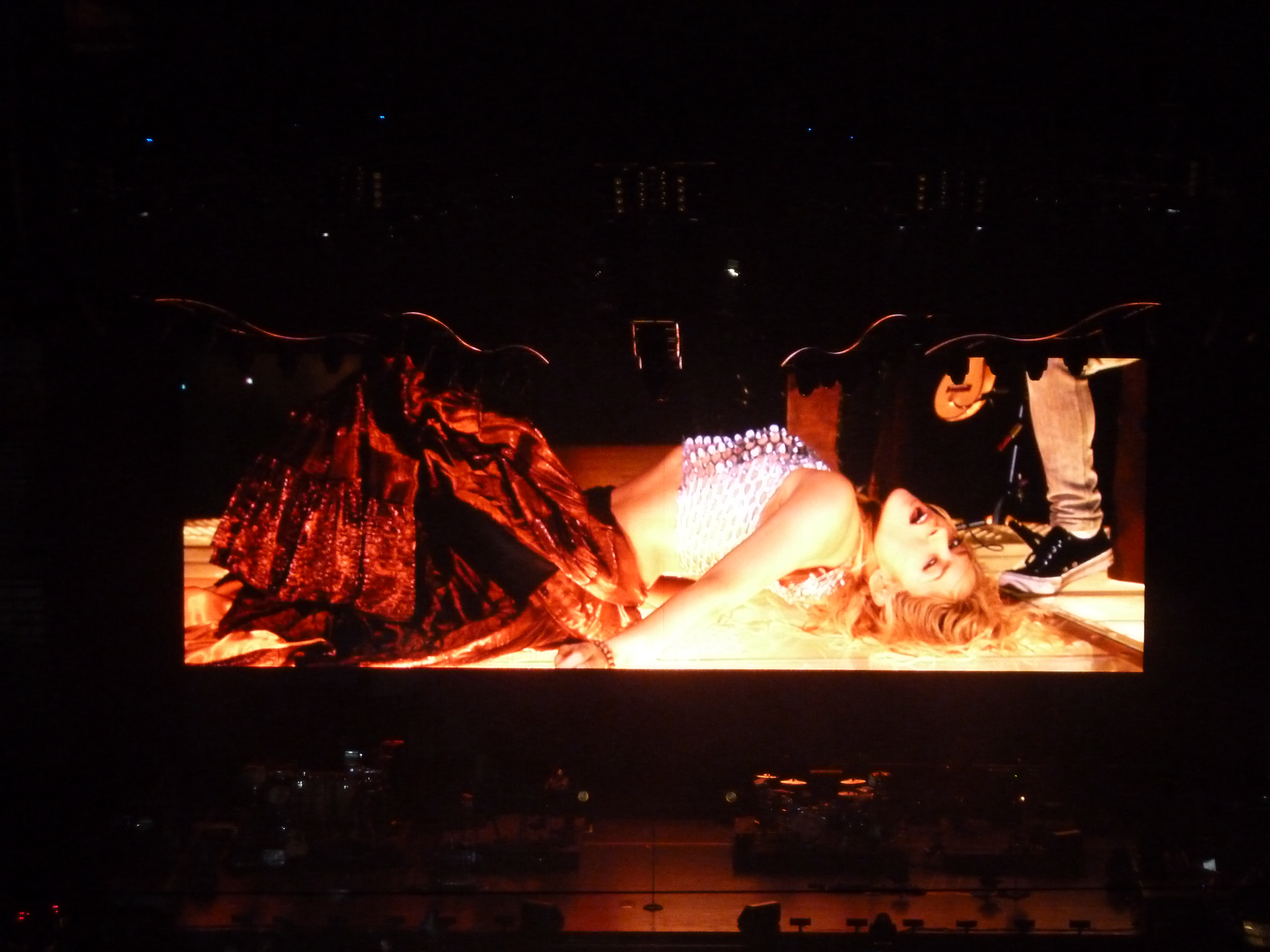
Shakira interpretando el tema durante la gira Sale el Sol World Tour (2010-11).

Durante su gira de conciertos Sale el Sol World Tour (2010-11), Shakira interpretó «Despedida» en un popurrí con «Nothing Else Matters», original de la banda estadounidense Metallica. Este fue interpretado durante el segmento gitano de la gira. La cantante utilizaba un top de color plateado y una falda de color rojo. Jon Pareles de The New York Times felicito a Shakira durante su presentación el 21 de septiembre de 2010 en el Madison Square Garden de Nueva York, diciendo que «ella usa su cuerpo, se mueve con una sonrisa de niña y la danza finamente es calibrada y sensual». La presentación del popurrí fue incluida en el álbum en directo En vivo desde París (2011) grabado en el Palais Omnisports de Paris-Bercy de París durante la etapa europea de la gira.
Tras la muerte de García Márquez en 2014, la Orquesta Sinfónica Nacional de Colombia realizó un concierto en homenaje a García Márquez el 30 de abril de 2015 en el Teatro Colón de Bogotá. Paul Dury dirigió el concierto en donde se hizo tributo a las canciones incluidas en la banda sonora de la película El amor en los tiempos del cólera. Durante el concierto Manuela Pinto, hija del compositor Antonio Pinto, y la artista cartagenera Cecilia Silva Caraballo realizaron una versión de «Despedida» acompañadas por «destacados músicos colombianos y brasileros con instrumentos tradicionales como la marimba de chonta».

## Lista de canciones
2. «Despedida» - 2:51

## Desempeño comercial
Aunque la canción no fue lanzada como sencillo, logró entrar en dos listas de Billboard debido a las descargas digitales generadas por el lanzamiento del álbum en directo En vivo desde París en diciembre de 2011.
| Lista (2011)                             | Mejor posición |
| ---------------------------------------- | -------------- |
| Estados Unidos (Latin Digital Songs)     | 32             |
| Estados Unidos (Latin Pop Digital Songs) | 13             |